# Inside Out – Ein genialer Bluff
Inside Out – Ein genialer Bluff ist eine hochkarätig besetzte Actionkomödie des britischen Regisseurs Peter Duffell aus dem Jahr 1975. Sie basiert auf der fiktiven Figur eines im Alliierten Kriegsverbrechergefängnis in Berlin-Spandau inhaftierten, letzten noch lebenden Nazi-Führers, wobei die Anlehnung an die Person von Rudolf Heß unverkennbar ist. Kinostart in der Bundesrepublik Deutschland war am 18. Juni 1976.

## Handlung
Der Lebemann Harry Morgan erhält mitten in einem finanziellen Engpass die Nachricht eines alten Bekannten aus der Nachkriegszeit, der ihm einen fantastischen Coup vorschlägt: Dem im Kriegsverbrechergefängnis in Berlin-Spandau einsitzenden und am besten bewachten Gefangenen der Welt, dem einzigen noch lebenden ehemaligen Nazi-Führer Reinhard Holtz, soll das Geheimnis um einen versteckten Goldschatz entlockt werden. Mit Hilfe des Juwelendiebs Sly Wells stellt Morgan einen spektakulären Plan auf, wie Reinhard Holtz unbemerkt aus seiner Gefängniszelle herausgeschleust und wie er zur Preisgabe des gut gehüteten Geheimnisses gebracht werden kann. Doch selbst nachdem dies gelingt, tun sich völlig ungeahnte Hindernisse auf, da sich der Goldschatz in Wandlitz, also im sowjetisch kontrollierten Osten, befindet. Dadurch ergeben sich wiederum weitere Verwicklungen, die die Bergung des Schatzes erheblich erschweren. Doch gute Kontakte zu einem DDR-Funktionär und dessen Verbindungen zu einem ranghohen sowjetischen Offizier lassen auch diese Hürde überwinden.

## Hintergründe
Gedreht wurde zum Teil an Originalschauplätzen in West-Berlin, etwa vor dem Flughafen Tempelhof, vor dem Kriegsverbrechergefängnis Spandau, am Checkpoint Charlie und auf dem Kurfürstendamm. Auch typisch West-Berliner Lokalkolorit wurde in vielen Filmszenen verarbeitet, während die in der DDR spielenden Ereignisse nachgestellt wurden.
Die Idee zu dem Film beruht ferner auf der wahren Geschichte des Hauptmanns von Köpenick, der ebenfalls mit falscher Uniform und einer gehörigen Portion Kaltschnäuzigkeit ausgestattet reiche Beute macht.
Zumindest in der deutschen Synchronfassung bleibt die Herkunft des Barrengoldes indes widersprüchlich: Einmal heißt es, die Goldbarren stammten aus dem Baltikum, an anderer Stelle wird hingegen der Balkan als Ursprung erwähnt.